# Kostel Proměnění Páně (Bílý Újezd)
Kostel Proměnění Páně je římskokatolický filiální, bývalý farní kostel v Bílém Újezdu, patřící do farnosti Dobruška.

## Historie
Kostel Proměnění Páně je gotická sakrální stavba ze 16. století. Měl svého předchůdce, který je doložen již roku 1360. Tato stavba, patrně roubená, zanikla buď již během husitského hnutí, případně později, kdy sešla věkem.

## Architektura
Architektonicky nejhodnotnější částí kostela je kněžiště s gotickou křížovou klenbou. Od jednolodního chrámového prostoru jej dělí mohutný vítězný oblouk. Vzácnou barokní řezbářskou památkou je hlavní oltář z roku 1748, který představuje Proměnění Páně na hoře Tábor. Hlavní prvky vytvořil sochař František Pacák z Litomyšle, syn jednoho z předních žáků Matyáše Brauna, a truhlář Jiří Vilém. Střední prostor kruchty zaujímají několikrát přestavované původní varhany z roku 1748.
Současnou podobu získal kostel během přestavby roku 1896. Chrámový prostor byl původně o šíři jednoho okna kratší. Vchod do kostela byl z boku na severní straně, další vchod pak přes předsíňku na straně protější. Kostel měl pouze jednu sakristii, a to severní. Během zmíněné přestavby byla odstraněna panská oratoř, která zde byla zřízena na konci 16. století. Bývala nad sakristií a přístup k ní byl zvenčí po krytém dřevěném schodišti. Z kostelní dlažby bylo též vyňato osm náhrobních kamenů, které uzavíraly panské krypty či hroby uvnitř kostela. Šest zachovalejších bylo zazděno do vnějších kostelních zdí, zbylé dva, téměř zcela ochozené, byly zasazeny do zvonice jako dlažební kameny.
Současná malířská výzdoba kostela je z roku 1955. Jejím autorem je akademický malíř Jan Daněk z Letovic.

### Zvonice
Zvonice u kostela je pozdně gotická stavba ze 16. století vestavěná do ohradní zdi hřbitova. Bývala jedinou vstupní branou do kostelního areálu a v případě napadení nepřítelem mohla být využita i k obraně.
Spodní zděná část zvonice je bez oken. Pouze v patře je štěrbinové okno, které má charakter střílny.
Stavba je pozoruhodná svou šindelovou střechou o třech střešních patrech. V nejnižším je umístěna trojúhelníková zvonová stolice.
Ve věži bývaly tři zvony. Do dnešních dnů se zachoval jediný z roku 1557, který prošel roku 1564 renovací. Jeho spodní průměr je 105 cm a výška 80 cm. Nese nápis: „Tento zvon zlit jest ke cti a chvále Panu Bohu všemohoucímu a dobrým lidem nej ... (nečitelné) ... skrze mistra Adama Ktarabo, zvonaře v Hradci Králové L. P. 1564“.
Do střechy zvonice je zaseknuta sekera. O jejím původu se traduje několik pověstí. Podle pověsti o tesařovi Adamovi se tesař po opravě šindelové střechy neúspěšně pokusil zachránit před pádem zatnutím sekery do střechy, avšak topůrka se neudržel a zabil se pádem na kamenné stupně zvonice. Pověst o tesaři Pepkovi Veverkovi je obdobná, avšak má šťastný konec. Tesař se zaseknuté sekery udržel tak dlouho, aby sousedé stačili přistavit vůz s fůrou slámy, do které poté bezpečně spadl. Jiná pověst říká, že sekera oznamovala, že obec má stínací právo či naopak, že sekera byla zaseknuta v souvislosti s ukončením tohoto práva. Existuje i pověst o tom, že se tesař vsadil s čertem, kdo z nich přehodí sekeru přes věž zvonice. Když tesař sekeru vyhodil, čert ji prudce sfoukl a sekera se zasekla na špici věže.

## Bohoslužby
Bohoslužby se konají v neděli, ve středu a v pátek.